# Операция „Зора на свободата“
Операция „Зора на свободата“ е военна офанзива, започната от Сирийската национална армия (подкрепяна от Турция) срещу Сирийската арабска армия и Сирийските демократични сили (СДС), насочена към северните части на провинция Халеб между Ал-Баб и Тадеф в рамките на зоната на операция „Щит на Ефрат“.

## Настъпление
След интензивни сблъсъци между силите на Сирийската национална армия и тези, лоялни към правителството на Башар Асад в северната провинция Халеб, силите на Сирийската национална армия превземат град Тадеф по-късно същия ден. Избухват сблъсъци между силите на Сирийските демократични сили (СДС) и Сирийската национална армия, когато силите на СДС започват да навлизат в контролираните от правителството градове в северната част на Алепо, от които правителствените сили се оттеглят поради водената от групировката Тахрир ал Шам офанзива срещу Алепо от Идлиб. На 1 декември 2024 г. Сирийската национална армия превзема градовете Ас-Сафира, Ханасир и авиобазата Кувейрес, докато възникват боеве между тях и Сирийските демократични сили в квартал Шейх Наджар в град Алепо. Превземането на въздушната база Кувейрес прекъсва „коридора“, който Сирийските демократични сили установява между кантона Шахба и Манбидж.
Вечерта на 1 декември 2024 г. Сирийската национална армия започва офанзива срещу контролирания от Сирийските демократични сили град Тел Рифаат, превземайки града заедно с няколко околни села, включително Шварга, Менах, Мараназ, Кафр Ная, Шейх Иса, Деир Джамал и Айн Дакна. Останалите градове, контролирани от Сирийските демократични сили, в региона са обсадени и откъснати от комуникация. По време на своята офанзива Турция нанася удари на територията на кюрдите.
На 2 декември 2024 г. Сирийските демократични сили обявяват планове за евакуация на кюрдски вътрешно разселени лица от Тел Рифаат и региона Шахба до контролираните от тях райони в Шейх Максуд в североизточна Сирия.

## Военни престъпления
Според Сирийската обсерватория за правата на човека групировките на Сирийската национална армия са извършили няколко престъпления над кюрдското население в Тел Рифаат, след като превземат града, включително екзекуцията на най-малко 11 души.